# Aptesis scutellator
Aptesis scutellator är en stekelart som beskrevs av Aubert 1968. Aptesis scutellator ingår i släktet Aptesis och familjen brokparasitsteklar. Inga underarter finns listade.